# Sportivo Italiano
Der Club Sportivo Italiano ist ein argentinischer Fußballverein aus Ciudad Evita (Partido La Matanza) im Ballungsraum von Buenos Aires. Der Verein wird auch Tano genannt.

## Geschichte
Im Jahr 1949 fand das erste Fußballturnier der italienischen Gemeinschaft in Argentinien statt. Dieses Turnier etablierte sich und wurde 1952 offiziell anerkannt. Am 7. Mai 1955 wurde die „Associazione del Calcio Italiano de Argentina“ (ACIA) gegründet, in der 24 Teams spielten. 1959 trat der Verein der AFA bei und startete in der zu diesem Zeitpunkt dritthöchsten Spielklasse, die „Tercera de Ascenso“. Bereits im Folgejahr gelang der Aufstieg in die Primera C, und 1962 stieg das Team als Meister der Primera C in die Primera B auf.
1978 fusionierte der Verein mit „Sociedad Italiana de Vicente López“ und wurde offiziell „Deportivo Italiano“, der 2003 seinen Namen in den heutigen änderte. In der Saison 1997/98 fiel der Verein in die Primera B Metropolitana zurück und blieb in dieser Liga bis zum Aufstieg in die Primera Nacional B 2009. Nach dem direkten Wiederabstieg stieg Sportivo Italiano 2012 in die Primera C ab. Dort feierte der Verein zwar 2014 den Meistertitel, etablierte sich allerdings nicht in der Primera B Metropolitana und stieg wieder ab. Nach mehreren Jahren in der Primera C gelang dem Verein 2023 die Rückkehr in die Primera B Metropolitana.

## Stadion
Seine Heimspiele trägt Sportivo Italiano im 8000 Zuschauer fassenden Estadio República de Italia aus. Das Stadion wurde 2005 eröffnet und wird auch Estadio Azzurro a la Fecha genannt.

## Erfolge
- Meister der Primera B Metropolitana: 1995/96, 2008/09
- Meister der Primera C: 1962, 1974, 2013/14